# Liste der Einträge im National Register of Historic Places im DuPage County

Lage des DuPage County in Illinois

Die Liste der Einträge im National Register of Historic Places im DuPage County in Illinois führt alle Bauwerke und historischen Stätten im DuPage County auf, die in das National Register of Historic Places aufgenommen wurden.

## Legende
| NRHP | Historic Place    |
| HD   | Historic District |

## Aktuelle Einträge
| [ 2 ] | Name                                              | Bild                                              | Eintragsdatum        | Lage | Ort                       | Beschreibung |
| ----- | ------------------------------------------------- | ------------------------------------------------- | -------------------- | --- | ------------------------- | --- |
| 1     | Adams Memorial Library                            | Adams Memorial Library                            | 1981 ID-Nr. 81000675 | 102 East Wesley Street 41° 51′ 57″ N, 88° 6′ 23″ W                                                                                       | Wheaton                   | Das Gebäude wurde 1891 nach einem Entwurf des Architekten Charles Sumner Frost errichtet.                                            |
| 2     | Ardmore Avenue Train Station                      | Ardmore Avenue Train Station                      | 1980 ID-Nr. 80004525 | 10 West Park Ave. 41° 53′ 1″ N, 87° 58′ 47″ W                                                                                            | Villa Park                | Eine der wenigen noch vorhandenen ehemaligen Stationen der früheren Chicago Aurora and Elgin Railroad                                |
| 3     | George Baker House                                | George Baker House                                | 2010 ID-Nr. 10000038 | 1 South 500 Taylor Road 41° 51′ 2,2″ N, 88° 3′ 19,8″ W                                                                                   | Milton Township           | Wohnhaus eines der ersten weißen Siedler im DuPage County                                                                            |
| 4     | Orland P. Bassett House                           | Orland P. Bassett House                           | 2004 ID-Nr. 04001299 | 329 East 6th Street 41° 47′ 55″ N, 87° 55′ 18″ W                                                                                         | Hinsdale                  | Wohnhaus von Orland P. Bassett, dem ersten Händler, der die als American Beauty bezeichnete Rosensorte vertrieb.                     |
| 5     | Blanchard Hall                                    | Blanchard Hall                                    | 1979 ID-Nr. 79000836 | Campus des Wheaton College 41° 52′ 7″ N, 88° 5′ 58″ W                                                                                    | Wheaton                   | Ältestes Gebäude des Wheaton College                                                                                                 |
| 6     | Bloomingdale School–Village Hall                  | Bloomingdale School–Village Hall                  | 1994 ID-Nr. 94001263 | 108 East Lake Street 41° 57′ 26″ N, 88° 4′ 56″ W                                                                                         | Bloomingdale              | Zweistöckiges Schulgebäude vom Beginn des 20. Jahrhunderts; zwischen 1938 und 1977 diente es als Rathaus von Bloomingdale            |
| 7     | Butler School                                     | Butler School                                     | 2003 ID-Nr. 03000355 | 1200 31st Street 41° 50′ 5″ N, 87° 56′ 46″ W                                                                                             | Oak Brook                 | Zweiräumiges Schulgebäude im Stil des Colonial Revival                                                                               |
| 8     | Chicago Sanitary and Ship Canal Historic District | Chicago Sanitary and Ship Canal Historic District | 2011 ID-Nr. 11000907 | Illinois Waterway miles 290.0-321.7 41° 41′ 52,6″ N, 87° 57′ 13,2″ W                                                                     | Willow Springs und Lemont | Teil der MPS Illinois Waterway Navigation System Facilities; erstreckt sich über mehrere Chicagoer Stadtteile und umliegende Countys |
| 9     | Robert A. and Mary Childs House                   | Robert A. and Mary Childs House                   | 2000 ID-Nr. 00000476 | 318 South Garfield Avenue 41° 47′ 56″ N, 87° 55′ 40″ W                                                                                   | Hinsdale                  | Ehemaliges Wohnhaus des Bürgerkriegsveteranen und späteren US-Kongressabgeordneten Robert A. Childs und seiner Frau Mary             |
| 10    | Churchville School                                | Churchville School                                | 1999 ID-Nr. 99000114 | 3N 784 Church Road 41° 56′ 8″ N, 87° 57′ 14″ W                                                                                           | Bensenville               | 1846 errichtetes Schulgebäude |
| 11    | Avery Coonley School                              | Avery Coonley School                              | 2007 ID-Nr. 07000477 | 1400 Maple Avenue 41° 47′ 18,2″ N, 88° 1′ 13,2″ W                                                                                        | Downers Grove             | Im Jahr 1929 errichtete reformpädagogische Schule                                                                                    |
| 12    | Dell Rhea's Chicken Basket                        | Dell Rhea's Chicken Basket                        | 2006 ID-Nr. 06000375 | 645 Joliet Road 41° 44′ 51″ N, 87° 56′ 22″ W                                                                                             | Willowbrook               | Restaurant an der historischen Route 66                                                                                              |
| 13    | Downtown Hinsdale Historic District               | Downtown Hinsdale Historic District               | 2006 ID-Nr. 06000011 | Abgegrenzt durch Maple Street, Lincoln Street, Garfield Street und 2nd Street 41° 48′ 9,1″ N, 87° 55′ 45,4″ W                            | Hinsdale                  | |
| 14    | DuPage County Courthouse                          | DuPage County Courthouse                          | 1978 ID-Nr. 78003107 | 200 Reber Street 41° 51′ 50″ N, 88° 6′ 14″ W                                                                                             | Wheaton                   | |
| 15    | DuPage Theatre and DuPage Shoppes                 | DuPage Theatre and DuPage Shoppes                 | 1987 ID-Nr. 87002047 | 101-109 South Main Street 41° 53′ 9″ N, 88° 1′ 4″ W                                                                                      | Lombard                   | |
| 16    | William H. Emery, Jr. House                       | William H. Emery, Jr. House                       | 2004 ID-Nr. 04000421 | 281 Arlington Street 41° 53′ 39″ N, 87° 56′ 18″ W                                                                                        | Elmhurst                  | |
| 17    | First Church of Lombard                           | First Church of Lombard                           | 1978 ID-Nr. 78001144 | Maple Street Ecke Main Street 41° 52′ 59″ N, 88° 1′ 7″ W                                                                                 | Lombard                   | |
| 18    | Glen Ellyn Main Street Historic District          | Glen Ellyn Main Street Historic District          | 1984 ID-Nr. 84000204 | Main Street zwischen Cottage Avenue und Hawthorne Street 41° 52′ 49″ N, 88° 4′ 0″ W                                                      | Glen Ellyn                | |
| 19    | Grand Theatre                                     | Grand Theatre                                     | 2005 ID-Nr. 05000872 | 123 North Hale Street 41° 51′ 56″ N, 88° 6′ 29″ W                                                                                        | Wheaton                   | |
| 20    | Graue Mill                                        | Graue Mill                                        | 1975 ID-Nr. 75002077 | Nordwestlich der Kreuzung von Spring road und York Road 41° 49′ 15″ N, 87° 55′ 45″ W                                                     | Oak Brook                 | |
| 21    | William L. Gregg House                            | William L. Gregg House                            | 1980 ID-Nr. 80004526 | 115 South Linden Street 41° 47′ 34″ N, 87° 58′ 30″ W                                                                                     | Westmont                  | |
| 22    | Hauptgebaude                                      | Hauptgebaude                                      | 1976 ID-Nr. 76002162 | 190 Prospect Street 41° 53′ 45″ N, 87° 56′ 43″ W                                                                                         | Elmhurst                  | |
| 23    | Frank B. Henderson House                          | Frank B. Henderson House                          | 2002 ID-Nr. 02000844 | 301 South Kenilworth Street 41° 53′ 39″ N, 87° 56′ 18″ W                                                                                 | Elmhurst                  | |
| 24    | Immanuel Evangelical Church                       | Immanuel Evangelical Church                       | 2001 ID-Nr. 01000085 | 302 South Grant Street 41° 47′ 57″ N, 87° 55′ 56″ W                                                                                      | Hinsdale                  | |
| 25    | McAuley School District No. 27                    | McAuley School District No. 27                    | 1982 ID-Nr. 82004890 | Roosevelt Road 41° 52′ 40″ N, 88° 14′ 24″ W                                                                                              | West Chicago              | |
| 26    | Naperville Historic District                      | Naperville Historic District                      | 1977 ID-Nr. 77001516 | Abgegrenzt durch Juilian Street, Highland Street, Chicago Street, Jackson Street, Eagle Street und 5th Street 41° 46′ 32″ N, 88° 9′ 7″ W | Naperville                | |
| 27    | Francis Stuyvesant Peabody Estate                 | Francis Stuyvesant Peabody Estate                 | 1994 ID-Nr. 93000836 | 1717 West 31st Street 41° 49′ 44″ N, 87° 57′ 31″ W                                                                                       | Oak Brook                 | |
| 28    | Francis Stuyvesant Peabody House                  | Francis Stuyvesant Peabody House                  | 2000 ID-Nr. 93000836 | 8 East 3rd Street 41° 47′ 59″ N, 87° 55′ 44″ W                                                                                           | Hinsdale                  | |
| 29    | John L. Pentecost House                           | John L. Pentecost House                           | 2003 ID-Nr. 03000916 | 259 Cottage Hill Avenue 41° 53′ 38″ N, 87° 56′ 31″ W                                                                                     | Elmhurst                  | |
| 30    | Pine Craig                                        | Pine Craig                                        | 1975 ID-Nr. 75002076 | Aurora Road 41° 46′ 10″ N, 88° 9′ 13″ W                                                                                                  | Naperville                | |
| 31    | Randecker's Hardware Store                        | Randecker's Hardware Store                        | 1994 ID-Nr. 94001265 | 112 South Bloomingdale Road 41° 57′ 23″ N, 88° 4′ 53″ W                                                                                  | Bloomingdale              | |
| 32    | Robinwood                                         | Robinwood                                         | 2004 ID-Nr. 03001463 | 208 Arlington Street 41° 53′ 49″ N, 87° 56′ 14″ W                                                                                        | Elmhurst                  | |
| 33    | Robbins Park Historic District                    | Robbins Park Historic District                    | 2008 ID-Nr. 08001098 | Abgegrenzt durch Chicago Avenue, 8th Street, County Line Road und Garfield Street 41° 47′ 54″ N, 87° 55′ 18″ W                           | Hinsdale                  | |
| 34    | Alfred A. Schiller House                          | Alfred A. Schiller House                          | 2008 ID-Nr. 08000326 | 734 Lenox Road 41° 53′ 11″ N, 88° 3′ 39″ W                                                                                               | Glen Ellyn                | |
| 35    | Stacy's Tavern                                    | Stacy's Tavern                                    | 1974 ID-Nr. 74002195 | Geneva Road Ecke Main Street 41° 53′ 23″ N, 88° 3′ 53″ W                                                                                 | Glen Ellyn                | |
| 36    | Trinity Episcopal Church                          | Trinity Episcopal Church                          | 1978 ID-Nr. 78003108 | 130 North West Street 41° 51′ 57″ N, 88° 6′ 43″ W                                                                                        | Wheaton                   | |
| 37    | Turner Town Hall                                  | Turner Town Hall                                  | 1991 ID-Nr. 91000573 | 132 Main Street 41° 53′ 1″ N, 88° 12′ 15″ W                                                                                              | West Chicago              | |
| 38    | Villa Avenue Train Station                        | Villa Avenue Train Station                        | 1986 ID-Nr. 86001480 | 220 South Villa Avenue 41° 53′ 42″ N, 87° 58′ 13″ W                                                                                      | Villa Park                | |
| 39    | Wayne Village Historic District                   | Wayne Village Historic District                   | 1978 ID-Nr. 78003106 | Verschiedene Gebäude entlang der Army Trail Road 41° 57′ 4″ N, 88° 14′ 46″ W                                                             | Wayne                     | |
| 40    | William Whitney House                             | William Whitney House                             | 1989 ID-Nr. 89001731 | 142 East First Street 41° 48′ 5″ N, 87° 55′ 28″ W                                                                                        | Hinsdale                  | |

## Frühere Einträge
| [ 2 ] | Name                    | Bild | Eintragsdatum        | Lage                                             | Ort             | Beschreibung                                                                        |
| ----- | ----------------------- | ---- | -------------------- | ------------------------------------------------ | --------------- | ----------------------------------------------------------------------------------- |
| 1     | Henry C. Middaugh House |      | 1978 ID-Nr. 78003105 | 66 Norfolk Avenue 41° 48′ 6,8″ N, 87° 57′ 1,1″ W | Clarendon Hills | Im Jahr 2002 abgerissen und zwei Jahre später endgültig aus dem Register gestrichen |